# Región de Imericia
La región de Imericia (en georgiano: იმერეთის მხარე, Imeretis mjare) es una de las diez regiones administrativas (mjare) en que se organiza Georgia desde 1996, que se corresponde en gran medida con la región histórica y geográfica de igual nombre. Comprende un territorio de 6552 km² y tiene una población de 533 906 habitantes (2014).
Imericia se sitúa en la parte central de Georgia, en la cuenca de los tramos medios del río Rioni y sus afluentes. Su capital y ciudad más grande es Kutaisi (147 635 hab.), que es la segunda ciudad más grande de Georgia. El georgiano es la lengua materna de toda la población de la región, también una parte importante habla en ruso especialmente en las ciudades.

## División administrativa
Imericia se divide en una ciudad y en 11 distritos que toman el nombre de sus centros administrativos:
- Kutaisi (capital)
- Municipio de Vani
- Municipio de Bagdati
- Municipio de Zestafoni
- Municipio de Samtredia
- Municipio de Sachjere
- Municipio de Terdjola
- Municipio de Tkibuli
- Municipio de Jaragauli
- Municipio de Joni
- Municipio de Tsjaltubo
- Municipio de Chiatura

- Datos: Q200045
- Multimedia: Imereti / Q200045